# Grote Prijs Beerens
De Grote Prijs Beerens is een Belgische eendagswielerwedstrijd die wordt gehouden in en rond Aartselaar.

## Geschiedenis
De eerste editie van deze wedstrijd stond gepland op 16 augustus 2020. Deze kon echter niet doorgaan vanwege de coronapandemie. De editie van 2021 viel nog onder de 1.2-categorie. Sinds 2022 hoort de wedstrijd bij de 1.1 categorie.

### Eerste editie
Deze eerste editie werd verreden over 140 kilometer, start en finish waren in Aartselaar. De Nederlandse Thalita de Jong versloeg in een sprint om de zege de Oostenrijkse Christina Schweinberger en de Luxemburgse Claire Faber. Het grote peloton kwam twee en een halve minuut later over de eindstreep, onder leiding van Sanne Bouwmeester.

### Tweede editie
In 2022 vond de tweede editie plaats van deze eendagswedstrijd. Titelverdedigster de Jong nam niet deel aan deze editie. De wedstrijd was bijna tien kilometer korter dan een jaar eerder. Net als in de vorige editie waren start en finish in Aartselaar. Ditmaal betrof het een groot peloton dat sprintte voor de eindzege. Marjolein van 't Geloof trok hier aan het langste eind, voor haar ploeggenote Jesse Vandenbulcke. In de top tien van de uitslag eindigde naast vijf Belgische renster en vier Nederlandse ook de Canadese Coralie Levesque die namens haar land deelnam.

### Derde editie
Net als bij de vorige editie was de wedstrijd zo'n 130 kilometer lang en behoorde deze tot de 1.1-categorie. De Italiaanse Chiara Consonni versloeg onder andere haar landgenote Martina Fidanza en de Nederlandse Sofie van Rooijen in een massasprint om de zege. De wedstrijd had deze editie zo'n 460 hoogtemeters, ongeveer tachtig meer dan bij de vorige editie.

### Vierde editie
De vierde editie van deze eendagswedstrijd vond plaats op 1 september 2024. Titelverdedigster Consonni was er deze jaargang niet bij. Start van deze editie was in Hoboken en de finish lag 137 kilometer verderop in Aartselaar. De wedstrijd had zo'n 444 hoogtemeters en werd gewonnen door de Nederlandse Sofie van Rooijen, die het in de vorige editie nog moest afleggen tegenover Consonni. In een sprint met acht rensters versloeg Van Rooijen onder andere haar landgenote Anna van Wersch.

## Lijst van winnaars

### Overwinningen per land
| Overwinningen | Land      |
| ------------- | --------- |
| 3             | Nederland |
| 1             | Italië    |